# Piłka-Młyn
Piłka-Młyn – część wsi Jaracz w Polsce, położona w województwie wielkopolskim, w powiecie obornickim, w gminie Rogoźno.
W latach 1975–1998 Piłka-Młyn administracyjnie należała do województwa pilskiego.
Od 1595 odnotowywany był w tym miejscu młyn na Flincie o nazwie Pila. W czasach późniejszych założono tu, łącznie z Jaraczem, osadę olęderską. Po II wojnie światowej działał tu ośrodek wypoczynkowy i leśniczówka wraz z kąpieliskiem na stawie.